# Trachemys stejnegeri

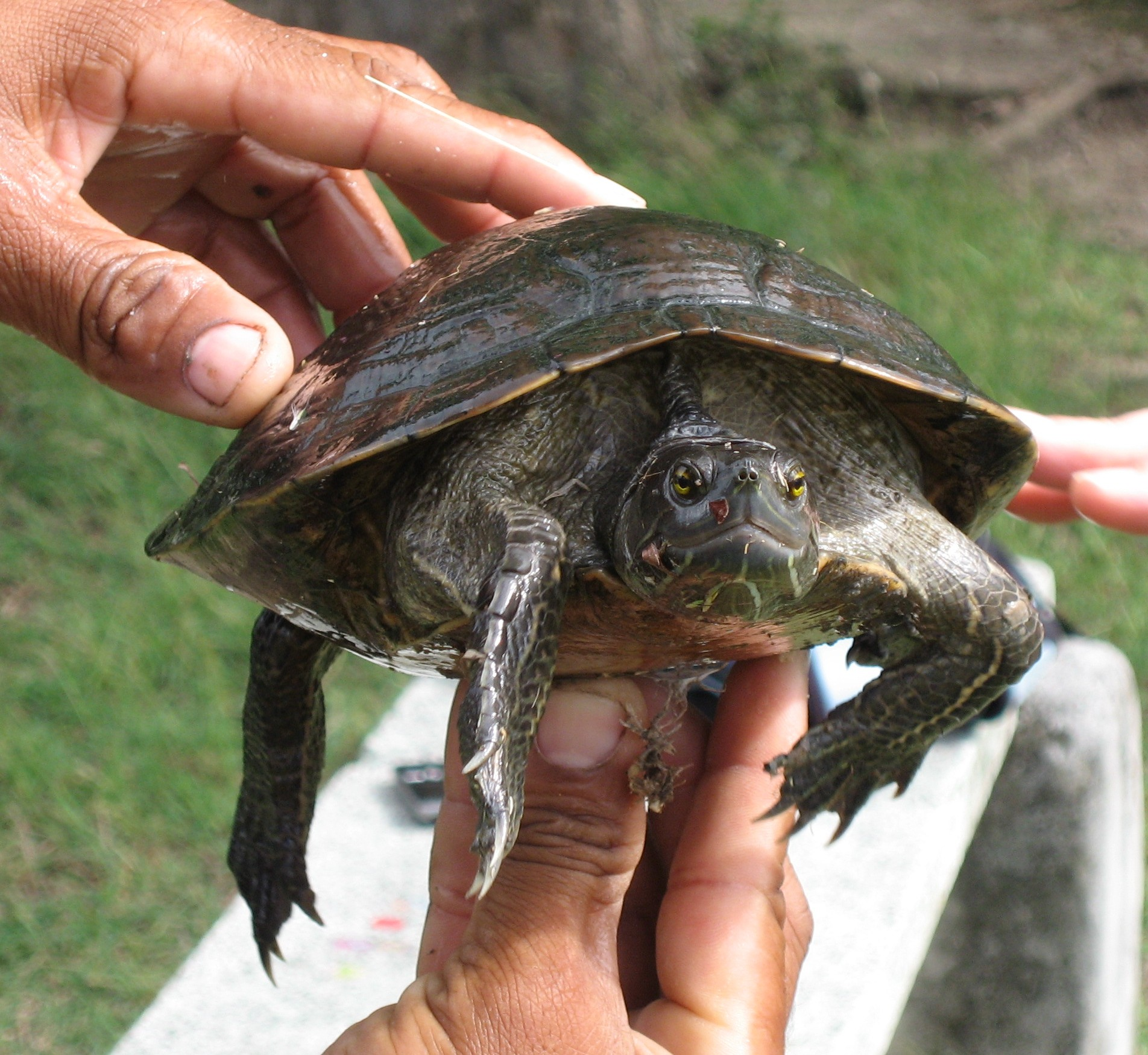

La tartaruga scivolatrice delle Antille Centrali (Trachemys stejnegeri (Schmidt, 1928)), chiamata jicotea nei Caraibi, è una testuggine appartenente alla famiglia degli emididi.

## Tassonomia

### Sottospecie
- Trachemys stejnegeri malonei (Barbour and Carr, 1938) —  tartaruga scivolatrice di Inagua. Bahamas (isola di Great Inagua), Florida (introdotta)
- Trachemys stejnegeri stejnegeri (Schmidt, 1928) — tartaruga scivolatrice portoricana. Porto Rico
- Trachemys stejnegeri vicina (Barbour & Carr, 1940) — tartaruga scivolatrice dominicana. Isola di Santo Domingo

### Morfologia
Il carapace è prevalentemente marrone o verde oliva, dentellato posteriormente e misura tra i 18 cm e i 27 cm. Il capo non è maculato nella parte superiore ma ha una frangia di colore rosso-bruno e righe gialle che delineano il timpano tra gli occhi ed il collo.

## Dimorfismo sessuale
Il riconoscimento del sesso avviene attraverso l'individuazione dei caratteri sessuali secondari.
la coda del maschio è lunga, robusta e grossa alla base, unghie molto sviluppate e carapace appiattito. La femmina ha coda e unghie corte e carapace bombato.

## Distribuzione
Presente a Cuba, Bahamas, Haiti, Porto Rico e Santo Domingo, introdotta in Florida nel 1946.
A Porto Rico sono state censite colonie di "jicotea" nella laguna Tortuguero (tra Vega Baja e Manatí), nel parco naturale di Humacao Archiviato il 12 febbraio 2007 in Internet Archive., nel Caño Tiburones, nei canali di irrigazione nell'area di Guánica, negli stagni naturali ed artificiali in Isabela e nel Bosco di Piñones presso Loíza.

## Biologia

### Habitat
I loro habitat preferiti sono i laghi, gli stagni e i fiumi dal corso d'acqua lento e fangoso con abbondanza di piante acquatiche.
D'estate al prosciugarsi delle pozze d'acqua scavano delle buche nel fango o si riparano nei boschi o nell'erba alta.

### Alimentazione
Come molte tartarughe del genere Trachemys, la T. stejnegeri è onnivora e da adulta si ciba di piante acquatiche, di invertebrati e di piccoli animali.
I giovani esemplari sono prevalentemente carnivori.

### Riproduzione
I maschi durante il corteggiamento adottano la tipica ritualità delle Trachemys nordamericane e delle Indie occidentali, vibrando le zampe anteriori innanzi il muso della femmina.
Le deposizioni delle uova avvengono tra aprile e luglio con schiuse tra luglio e settembre. Alla nascita il carapace dei giovani esemplari è lungo intorno ai 3 cm ed è, rispetto agli adulti, più arcuato e con colorazione più brillante.

## Futuro della specie
La "jicotea" è minacciata soprattutto per fattori antropogenici quali la distruzione dell'habitat naturale e l'uccisione per usi alimentari.
Nell'isola di Santo Domingo i pescatori locali catturano con gran facilità soprattutto le femmine quando escono dall'acqua per deporre le uova.
Si stima che nell'isola di Inagua siano rimasti solo 2000 esemplari di T.s.malonei in piccoli laghetti e pozze artificiali.